# Dombey and Son
Dombey and Son er en britisk stumfilm fra 1917 af Maurice Elvey.

## Medvirkende
- Norman McKinnel som Paul Dombey.
- Lilian Braithwaite som Edith Dombey.
- Hayford Hobbs som Walter Dombey.
- Odette Goimbault som Florence Dombey.
- Douglas Munro som Solomon Gillis.